# ジャノメイシガメ
ジャノメイシガメ（蛇ノ目石亀、Sacalia bealei）は、爬虫綱カメ目イシガメ科ニセイシガメ属に分類されるカメ。ニセイシガメ属の模式種。

## 分布
中華人民共和国（広東省東部、福建省）
固有種

## 形態
最大甲長16センチメートル。背甲の色彩は黄褐色や褐色、暗褐色で、甲板ごとに暗色の斑点や虫食い状に暗色斑が入る。左右の胸甲板の継ぎ目の長さ（間腹甲板長）は背甲の最大幅の1/4よりも短い。腹甲の色彩は黄色や淡緑褐色で、暗色の斑点や虫食い状の暗色斑が入る。
頭部の色彩は黄褐色や暗黄色で、頭頂部に黒い斑点が入る。頭部背面には左右に2つずつ眼状斑が入るが、前部の眼状斑は不明瞭で消失する個体もいる。顎を覆う角質（嘴）の色彩は暗色だが、一部が黄褐色の個体もいる。喉の色彩は黄色やピンク色。頸部にはやや細い明色の筋模様が入る。
オスの成体は腹甲全体に多数の暗色の斑点や虫食い状の暗色斑が入る。虹彩が赤みを帯びる。眼状斑は緑みを帯び、頸部に入る筋模様はサーモンピンク。
メスは腹甲全体に大型の暗色斑が入り、その周囲に少数の暗色の斑点や虫食い状の暗色斑が入る。眼状斑は黄色みを帯び、頸部に入る筋模様は淡黄色や黄褐色。

## 生態
森林内を流れる小規模な河川やその周辺にある湿原、湿原林などに生息する。
食性は雑食と考えられている。
繁殖形態は卵生。飼育下では1回に2-6個の卵を産んだ例がある。

## 人間との関係
生息地では食用とされることがある。
開発による生息地の破壊、水質汚染、食用の乱獲、ペット用の採集などにより生息数が激減していると考えられている。2005年に中華人民共和国の個体群はワシントン条約附属書IIIに掲載された。2013年に種としてワシントン条約附属書IIに掲載された。
ペットとして飼育されることもあり、日本にも輸入されている。以前は流通量が多かったが、ワシントン条約に掲載された事などにより流通量は激減した。野生個体が少数流通するが、まれに欧米や日本国内での飼育下繁殖個体が流通する事もある。輸送状態が悪く原虫による感染症により状態を崩していたり、腹甲に潰瘍ができている個体が多く飼育の難しい種とされていた。アクアテラリウムで飼育される。水質の悪化に弱く腹甲が傷つきやすいため、清涼な水質を維持しケージ内に腹甲を傷つけるおそれのある角のある砂利や岩などをケージ内に入れないようにする。飼育下では配合飼料や乾燥飼料にも餌付く。